# Trajekt Worms–Rosengarten
| Trajektlänge: | etwa 320 m |                               |                               |
| Trajektbetrieb: | 1870–1901  |                               |                               |
| Verlauf bis 1900 |            |                               |                               |
| \| \| \| von Darmstadt \| \| \| \| 52,8 \| Biblis \| Biblis \| \| \| \| nach Mannheim (Riedbahn) \| \| \| \| \| von Bensheim (Nibelungenbahn) \| \| \| \| 57,2 \| Hofheim \| Hofheim \| \| \| \| von Lampertheim (Wormser Hex) \| \| \| \| 60,9 \| Rosengarten \| Rosengarten \| \| \| \| Trajekt 320 m \| \| \| \| 61,4 \| Worms Hafenbahnhof \| Worms Hafenbahnhof \| \| \| \| von Mainz \| \| \| \| 63,8 \| Worms \| Worms \| \| \| \| nach Ludwigshafen \| \| |            |                               |                               |
| Strecke |            | von Darmstadt                 | von Darmstadt                 |
| Bahnhof | 52,8       | Biblis                        | Biblis                        |
| Abzweig geradeaus und nach links |            | nach Mannheim (Riedbahn)      | nach Mannheim (Riedbahn)      |
| Abzweig geradeaus und von links |            | von Bensheim (Nibelungenbahn) | von Bensheim (Nibelungenbahn) |
| Kopfbahnhof Strecke ab hier außer Betrieb | 57,2       | Hofheim                       | Hofheim                       |
| Abzweig geradeaus und von links (Strecke außer Betrieb) |            | von Lampertheim (Wormser Hex) | von Lampertheim (Wormser Hex) |
| Bahnhof (Strecke außer Betrieb) | 60,9       | Rosengarten                   | Rosengarten                   |
| Eisenbahnfähre (Strecke außer Betrieb) |            | Trajekt 320 m                 | Trajekt 320 m                 |
| Bahnhof (Strecke außer Betrieb) | 61,4       | Worms Hafenbahnhof            | Worms Hafenbahnhof            |
| Abzweig ehemals geradeaus und von rechts |            | von Mainz                     | von Mainz                     |
| Bahnhof | 63,8       | Worms                         | Worms                         |
| Strecke |            | nach Ludwigshafen             | nach Ludwigshafen             |

Das Trajekt Worms–Rosengarten war als Eisenbahnfähre von 1870 bis 1900 zwischen dem Bahnhof Rosengarten, dem damaligen rechtsrheinischen Bahnhof von Worms und der linksrheinisch gelegenen Stadt Worms in Betrieb.

## Vorgeschichte
Die Main-Neckar-Eisenbahn-Gesellschaft eröffnete 1846 auf der rechten Rheinseite ihre Bahnstrecke Frankfurt am Main–Heidelberg. Auf der linken Rheinseite eröffnete die Hessische Ludwigsbahn bis 1853 ihre Bahnstrecke von Mainz nach Worms, die noch im gleichen Jahr Anschluss an die Pfälzische Ludwigsbahn nach Ludwigshafen erhielt. Zwischen den beiden Rheinseiten entstand 1858 eine erste feste Eisenbahnverbindung mit der Südbrücke in Mainz für die Rhein-Main-Bahn in die Landeshauptstadt Darmstadt des Großherzogtums Hessen-Darmstadt. Im Süden von Worms wurden die Bahnhöfe Ludwigshafen und Mannheim 1863 durch ein Trajekt und ab 1867 durch eine feste Brücke verbunden.

## Bau des Trajekts

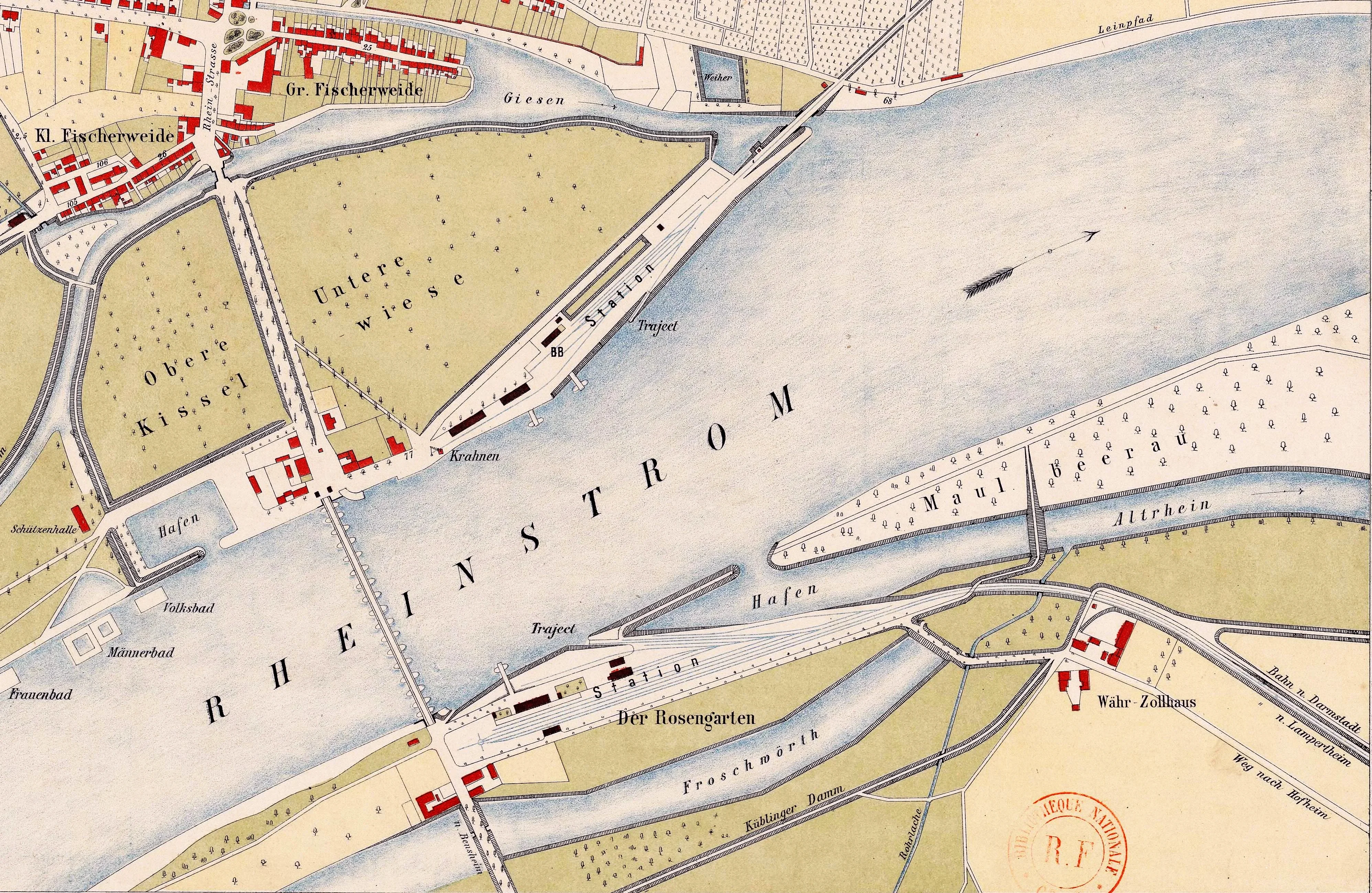
Das Trajekt im Stadtplan Worms 1878

Um die rund 66 Kilometer große Lücke zwischen diesen Rheinübergängen zu schließen, erhielt die Hessische Ludwigsbahn am 28. Februar 1868 eine Konzession für den Bau der Bahnstrecke Darmstadt–Worms. Die Baukosten der Strecke waren mit 1 Million Taler veranschlagt. Während die Bahnstrecke bis August 1871 fertiggestellt sein sollte, wurde für den Bau der Rheinbrücke kein Termin festgesetzt, da der Bahn für deren Finanzierung die Mittel fehlten. Daher wurde zur Verbindung über den Rhein hinweg zunächst ein Trajekt vorgesehen.
Die rechtsrheinische Strecke von Darmstadt bis Rosengarten konnte am 1. Juni 1869 eröffnet werden. Am 1. November desselben Jahres folgte die Nibelungenbahn von Bensheim bis Hofheim an der Riedbahn. Das linksrheinische Streckenstück vom Rheinufer bis zum Wormser Hauptbahnhof wurde am 12. August 1870 zusammen mit dem Trajekt dem Betrieb übergeben. Am 15. Oktober 1877 folgte noch die Strecke Lampertheim–Rosengarten.

## Der Trajektverkehr

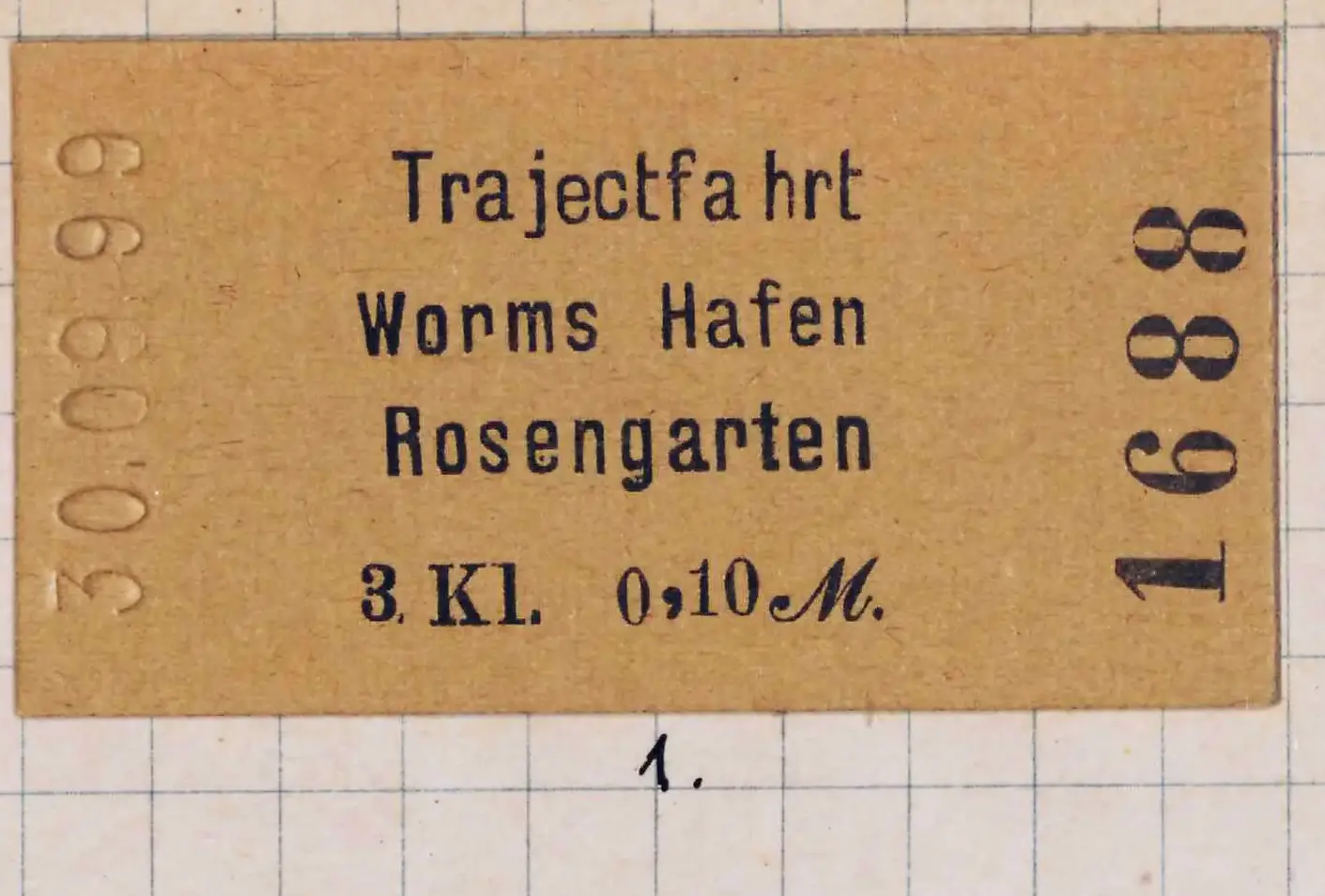
Fahrschein 3. Klasse von 1899

Anfangs stand nur der Raddampfer Ludwigsbahn I und drei Schalden zur Verfügung. Ludwigsbahn I war 1869 speziell für den Trajektverkehr auf der Schiffswerft in Duisburg-Ruhrort gebaut worden. Während die Fahrgäste dieses Schiff als Fähre benutzten und am anderen Ufer wieder in einen dort stehenden Zug stiegen, wurden Güterwagen auf die Schalden verladen. Diese hatten am Bug eine Vorrichtung, um das Schiffsgleis am Ufergleis anzudocken. Sie konnten drei Güterwagen aufnehmen. Die Schalden wurden für die Überfahrt längsseits des Dampfschiffes gekoppelt. Durch den Übergang vom Ufergleis zur Schalde ohne Landebrücken konnten wegen des starken Knicks in der Gleisführung nur zweiachsige Waggons befördert werden, was damals die übliche Bauart für Güterwagen war. Bei extremem Niedrigwasser musste der Trajektverkehr eingestellt werden. Bilder des Trajektverkehrs mit Raddampfer und den Schalden können beim Stadtarchiv Worms eingesehen werden.

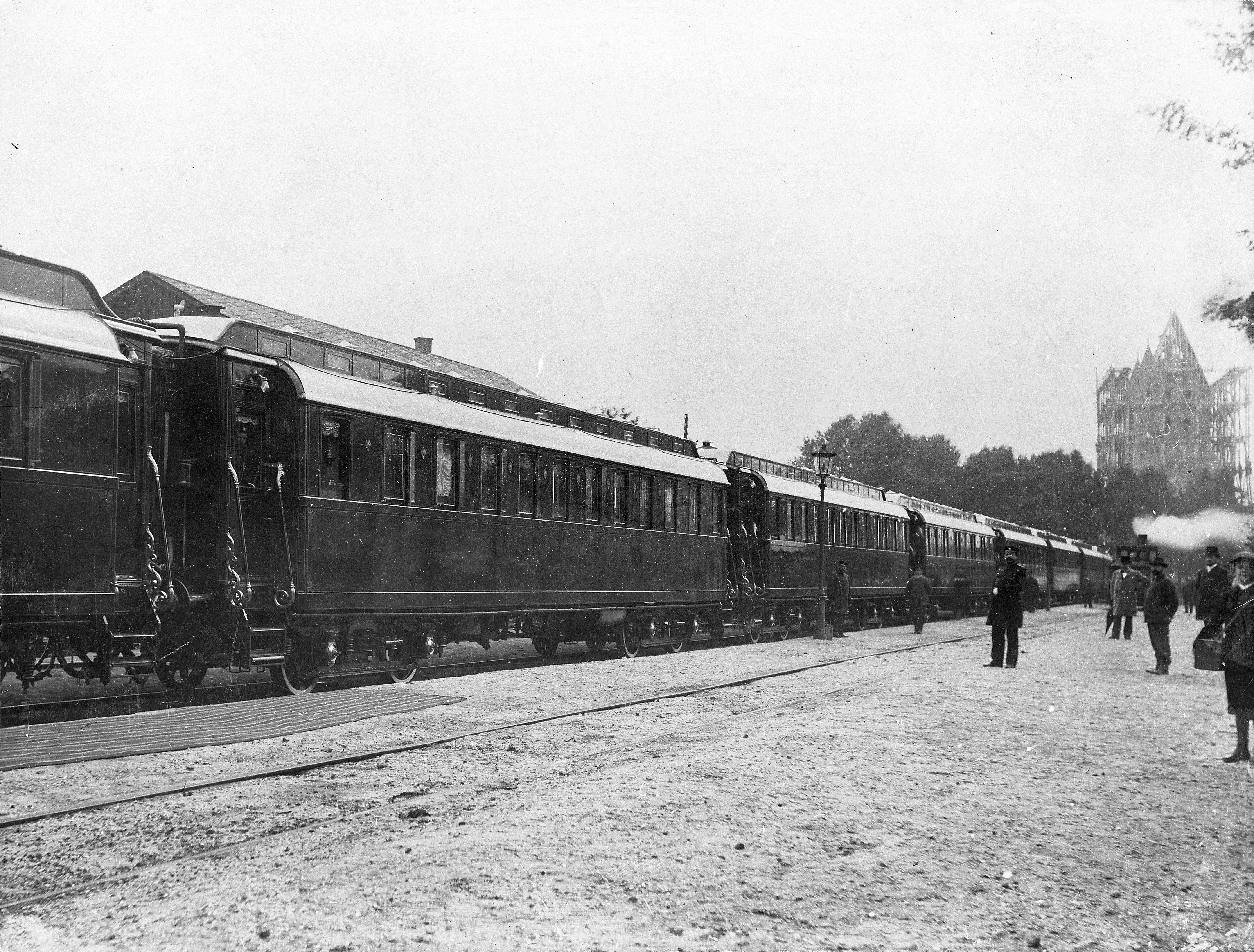
Hofzug des Zaren 1899 im Bahnhof Rosengarten

Im Güterverkehr war das Trajekt sehr bedeutend. 1886 wurden 39.537 Wagen übergesetzt. Im Schnitt waren das 108 Wagen pro Tag. Die Höchstleistung lag bei 150 Wagen pro Tag. Dafür standen drei Dampfboote und drei Schalden zur Verfügung. Den aufwändigen Trajektbetrieb ließ sich die Hessische Ludwigsbahn mit einem Tarifzuschlag von 8,4 Kilometern bezahlen. Vergleichbare Regelungen gab es damals auch in einigen anderen Fällen, z. B. für die Schiffbrücke Speyer und für die Eisenbahnbrücke Wesel.
Auch die Auslastung des Trajekts im Personenverkehr war hoch. 1880 fuhren täglich 12 Zugpaare bis Rosengarten, 1897 waren es 15. Die Zeit zwischen der Zugankunft an einem Ufer und der Abfahrt am anderen Ufer wird mit sieben Minuten angegeben. 1886 gab es etwa je 70.000 ankommende und abreisende Fahrgäste.
Im Zuge der Rheinbegradigung und aufgrund militärischer Überlegungen wurde ab 1890 die Überbrückung des Rheins bei Worms planerisch angegangen. Es entstand die zweigleisige Rheinbrücke Worms, die am 1. Dezember 1900 in Betrieb ging. Das ermöglichte den durchgehenden Zugverkehr über den Rhein und machte das Trajekt überflüssig, das sofort eingestellt wurde. Die parallel verkehrende Fähre für Fußgänger stellte den Betrieb einen Monat später, zum 2. Januar 1901, ein.